# Округ Арлингтон (Вирџинија)
Округ Арлингтон (енгл. Arlington County) је округ у америчкој савезној држави Вирџинија.

## Демографија
По попису из 2010. године број становника је 207.627, што је 18.174 (9,6%) становника више него 2000. године.
| Група             | 2000.           | 2010.           |
| Белци             | 114.489 (60,4%) | 132.961 (64,0%) |
| Афроамериканци    | 17.705 (9,3%)   | 17.632 (8,5%)   |
| Азијати           | 16.327 (8,6%)   | 19.931 (9,6%)   |
| Хиспаноамериканци | 35.268 (18,6%)  | 31.382 (15,1%)  |
| Укупно            | 189.453         | 207.627         |